# Ириней (Василиу)
Епи́скоп Ирине́й (греч. Επίσκοπος Ειρηναίος, в миру Андре́ас Васили́у, греч. Ανδρέας Βασιλείου; 1924, Кирения, Кипр — 20 декабря 2009, Афины) — епископ Константинопольской православной церкви, епископ Патарский, викарий Фиатирской архиепископии (1980—1994).

## Биография
Окончил Богословскую школу на острове Халки.
6 февраля 1946 года Патриархом Константинопольским Максимом V в Свято-Троицкой церкви при Халкинской богословской школе рукоположён в сан диакона.
2 октября 1948 года митрополитом Неокесарийским Хризостомом (Коронеосом) был рукоположён в сан пресвитера.
В 1949 году назначен игуменом ставропигиального монастыря Махера Кипрской православной церкви.
Состоял под псевдонимом «Φλέσσας» в ЭОКА, подпольной организации греков-киприотов, боровшейся за освобождение Кипра. Был арестован британскими оккупационными властями, осуждён и вместе с другими клириками провёл в заточении около трёх с половиной лет.
Освобождён после вмешательства патриарха Константинопольского и был отправлен в Великобританию.
14 декабря 1980 года был рукоположен во епископа Патарского, викария Фиатирской архиепископии.
С 1994 по 1996 годы — игумен монастыря Святых Архангелов в Мелиссиа пригороде Афин. С 1998 года вышел на покой.
Скончался 20 декабря 2009 года в Афинах.